# Plethysmochaeta nobilis
Plethysmochaeta nobilis är en tvåvingeart som beskrevs av Schmitz 1933. Plethysmochaeta nobilis ingår i släktet Plethysmochaeta och familjen puckelflugor. Inga underarter finns listade i Catalogue of Life.